# Frank Armi
Frank Armi (n. 12 octombrie 1918– d. 28 noiembrie 1992) a fost un pilot american care a evoluat în Campionatul Mondial de Formula 1 în sezonul 1954.